# تیم ملی فوتبال زیر ۲۳ سال زنان ایالات متحده آمریکا
تیم ملی فوتبال زیر ۲۳ سال زنان ایالات متحده آمریکا یک تیم فوتبال جوانان زنان است که زیر نظر فدراسیون فوتبال ایالات متحده آمریکا فعالیت می‌کند. نقش اصلی این تیم، پیشرفت دهی بازیکنان و آماده‌سازی آنان برای حضور در تیم ملی بزرگسالان زنان کشور است.